# Seattle Sounders Football Club
El Seattle Sounders Football Club o simplemente Seattle Sounders es un club de fútbol Estados Unidos, radicado en la ciudad de Seattle, Washington. Es la sede de una de las principales franquicias de la Major League Soccer que juega en la Conferencia Oeste desde la temporada 2009. El equipo juega sus partidos como local en el Lumen Field.
La actual encarnación del Sounders FC fue creada el 13 de noviembre de 2007 como el 15º equipo de expansión de la Major League Soccer. Los hinchas escogieron el nombre a través de una encuesta en línea en 2008, convirtiéndose así en el cuarto club de fútbol de Seattle en llevar el nombre.
El dueño mayoritario del club es el productor de Hollywood Joe Roth, y sus socios minoritarios son Adrian Hanauer, Paul Allen y Drew Carey. El dos veces ganador de la MLS Cup, Sigi Schmid es el entrenador del equipo. Junto con varios grupos organizados, una banda de 53 miembros llamada 'Sound Wave' apoya al club en cada partido de local. Los rivales de Seattle son el Portland Timbers y el Vancouver Whitecaps; ambos también compiten en la Major League Soccer.
Sounders FC jugó su partido inaugural el 19 de marzo de 2009, venciendo a los New York Red Bulls 3-0. Seattle ha fijado nuevos récords para la MLS en aforo promedio de espectadores, ha liderado la liga en ventas de entradas, y clasificó para los Playoffs de la MLS en cada una de sus cinco primeras temporadas. Sounders FC ha liderado a la MLS en aforo desde su temporada inaugural, con aforos promedios que superan en un 50%-60% al siguiente equipo más alentado de la liga, el LA Galaxy. El equipo contó con un aforo promedio de 44038 espectadores por partido en el Lumen Field en 2013.
En 2009, Sounders FC se convirtió en el segundo equipo de expansión en la historia de la MLS en ganar la U.S. Open Cup, y en 2010 en el primer equipo de la liga en repetir como campeones. Sounders ganó su tercer copa consecutiva en 2011, derrotando al Chicago Fire 2-0. En 2012, los Sounders llegaron a su cuarta final de la Open Cup consecutiva, perdiendo contra Sporting Kansas City por penales. En 2014, Seattle ganó su cuarta U.S. Open Cup, derrotando a Philadelphia Union 3-1 en tiempo extra e igualando la cantidad de títulos conseguidos por el Chicago Fire, el equipo más ganador del torneo que actualmente compite en la Major League Soccer.
En 2014, el equipo consiguió su primer título de la MLS, coronándose como ganadores del MLS Supporter's Shield, el título entregado al equipo con el mejor puntaje durante la temporada regular.
En 2016, el equipo se coronó campeón en la tanda de penaltis por 5-4 tras imponerse al equipo de Toronto FC, obteniendo el campeonato por primera vez en su historia.

## Historia
Incluso antes de que las primeras ciudades en los Estados Unidos hubieran sido escogidas para ser sedes de equipos de la Major League Soccer, Seattle ya era considerada como una ciudad viable para un equipo profesional. En 1994, mientras los Estados Unidos se preparaban para ser la sede de la Copa Mundial de Fútbol, más de 30 ciudades se encontraban en la búsqueda de los derechos para un equipo en la MLS, Seattle siendo una de estas ciudades. No obstante, pese a la importante base de hinchas del fútbol en Seattle, la ausencia de un estadio específico para la práctica del fútbol fue un problema para el establecimiento de un equipo en la MLS. Las ciudades que buscaban ser consideradas para ser sedes de un equipo inaugural de la Major League Soccer también debía conseguir reservas de 10 000 abonos de temporada por parte de sus hinchas. Para el 3 de junio de 1994, la fecha límite para las propuestas de equipos para la MLS, los organizadore de Seattle habían conseguido menos de 1.300 reservas. Estos bajos números fueron el resultado de la competencia de la campañas para el equipo de expansión de la MLS y para los Seattle Sounders de la American Professional Soccer League (APSL).
En el anuncio del 14 de junio de 1994, Seattle no se encontraba entre las primeras siete ciudades en recibir un equipo de la MLS. Cinco otros equipos fueron anunciados más adelante ese año, y para mejorar sus posibilidades en esta ocasión, los organizadores de Seattle comenzaron a organizarse con la Universidad de Washington para asegurar el uso del Estadio Husky como un estadio interino mientras concretaban la construcción de instalaciones específicas para el fútbol permanentes. En noviembre de 1994, el comienzo de la primera temporada de la MLS fue pospuesto hasta 1996, y se hizo notar que la ausencia de un "estadio con un campo de césped adecuado" en el área y la presencia del nuevo equipo de los Seattle Sounders de la APSL había perjudicado la propuesta de Seattle ante la MLS. Finalmente, Seattle no fue seleccionada entre las primeras ciudades en recibir un equipo para la primera temporada de la MLS.
En 1996, mientras el dueño de los Seattle Seahawks, Paul Allen, trabajaba con la ciudad para construir un nuevo estadio de fútbol para su equipo, la idea de que un equipo de expansión de la MLS podría compartirlo ayudó a incrementar el apoyo del público para el proyecto. Muchos de los votantes del estado apoyaron el referéndum para construir el estadio de los Seattle Seahawks lo hicieron porque también esperaban que se convierta en un estadio de fútbol profesional. Aunque el problema del estadio estaba siendo solucionado, surgió un nuevo problema. Para el año 2000, la MLS estaba dejando de lado equipos operados por la liga y cambiando su enfoque a equipos operados por inversionistas, por lo que personas adineradas debían decidir participar en el proyecto para que Seattle obtenga un equipo de expansión.
En 2003, Seattle fue nuevamente considerado como un posible equipo de expansión para la MLS cuando la liga de diez equipos anunció que se expandiría a nuevos mercados. En 2004, el comisionado de la MLS, Don Garber, indicó que Seattle habían estado muy cerca de recibir la franquicia de expansión que finalmente fue otorgada al Salt Lake. Adrian Hanauer, en el ese entonces dueño del Seattle Sounders de la United Soccer League (USL) (anteriormente de la APSL), se encontraba en charlas con la MLS sobre un posible pago de $1 millón para asegurar los derechos de Seattle para una franquicia en 2006. No obstante, cuando Seattle fue omitido nuevamente en 2006, Hanauer anunció que no podría asegurar el equipo de expansión sin la ayuda de más inversionistas dispuestos a cubrir los costos de franquiciamiento en la MLS que se habían incrementado por encima de los $10 millones.

### Llegada a la MLS

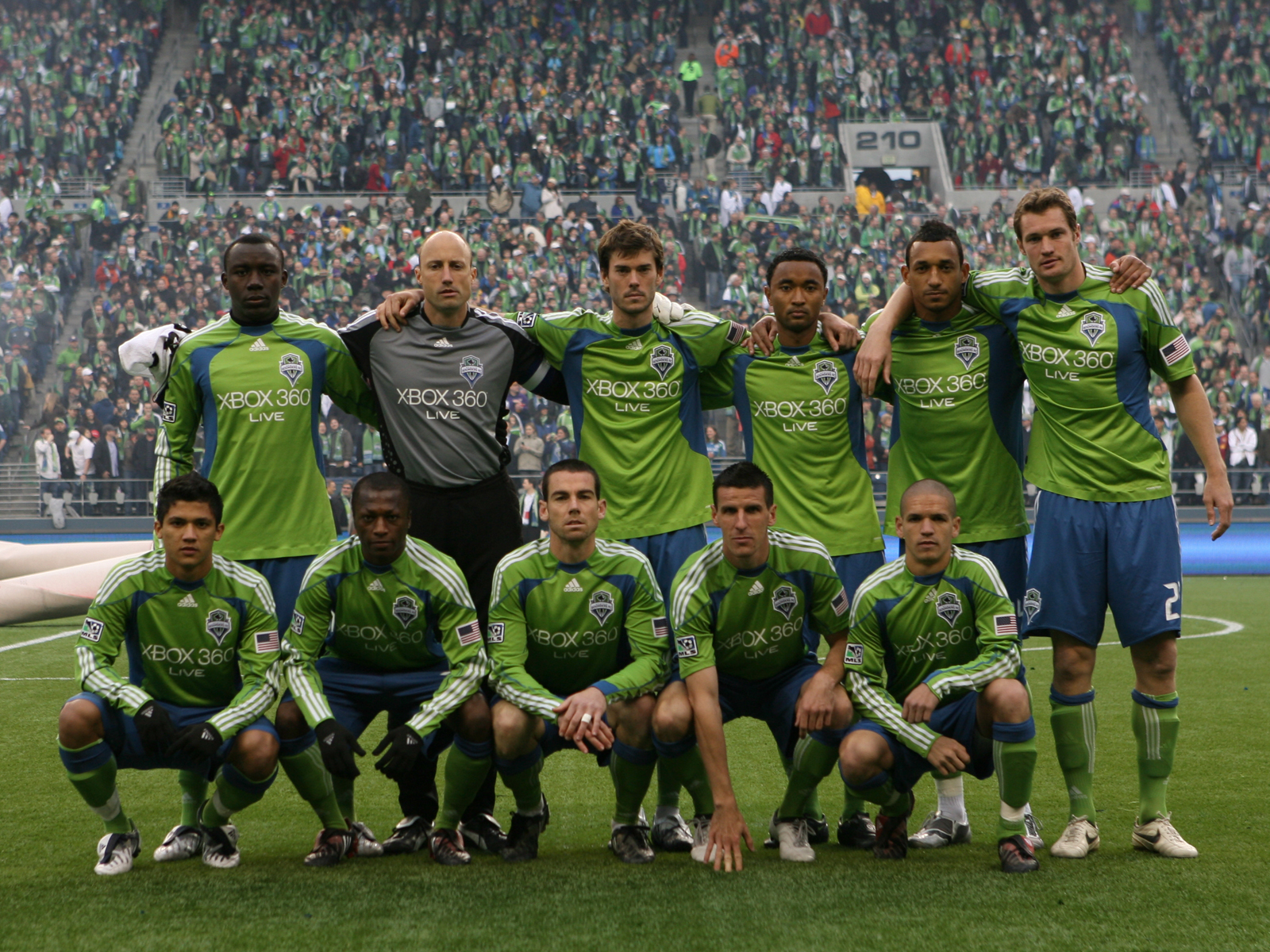
Seattle Sounders en 2009.

En 2007, Hanauer se asoció con el productor de Hollywood Joe Roth para presentar otra propuesta para expandir la MLS a Seattle, a un costo de $30 million. Paul Allen, cuya empresa First and Goal operaba Qwest Field (hoy en día CenturyLink Field), se unió al grupo ese mismo año, haciendo de la propuesta la más prometedora para Seattle hasta esa fecha. Durante la primera semana de noviembre de 2007, comenzaron a correr rumores de que la MLS estaría anunciando a Seattle como el nuevo equipo de expansión en la semana siguiente, y que el comediante Drew Carey se uniría al grupo de socios. En una conferencia de prensa el 13 de noviembre de 2007, se anunció que Seattle tendría un nuevo equipo en la MLS. El anuncio significó el regreso del fútbol de primera división a Seattle por primera vez desde la disolución de los Seattle Sounders de la North American Soccer League en 1983. El anuncio también significó que los Seattle Sounders de la USL jugarían su última temporada.

### Presentación del nombre, colores y escudo del equipo
«Seattle Sounders FC» fue anunciado como el nombre del equipo el 7 de abril de 2008, junto con el logo, los colores y el diseño del escudo en una presentación llevada a cabo en el Space Needle. El "FC" en el nombre significa Football Club (Club de Fútbol en español), pero el nombre oficial del club es simplemente «Seattle Sounders FC». El diseño del escudo se parece a un escudo heráldico, y consiste de dos niveles que representan a los dueños, la comunidad, los jugadores y los hinchas". El logo incorpora al Space Needle, un monumento de Seattle reconocido internacionalmente. Los colores oficiales del equipo son Azul Sounder, que representa al color de las aguas del Puget Sound; Verde Fosforescente, que representa a los bosques del Pacífico Noroeste; y Plomo de Cascadia, que representa a la Cordillera de las Cascadas del este de Seattle.
Los hinchas escogieron el nombre en una encuesta en línea que fue realizada entre el 27 y el 31 de marzo de 2008. La lista inicial de posibilidades - Seattle FC, Seattle Republic y Seattle Alliance- deliberadamente no incluyeron a Seattle Sounders para poder proveer un "nuevo comienzo". Pese a que los nombres habían sido elegidos a través de una investigación entre los hinchas y comunidades internas, la omisión del tradicional nombre de los Sounders enojó a muchos en la comunidad de Seattle. Como respuesta a las críticas, el equipo añadió una cuarta opción para añadir abiertamente un nombre para el equipo, lo que permitió que cualquier nombre sea propuesto en la votación. De los más de 14.500 votos recibidos en la elección de un nuevo nombre para el equipo, 49% de los votos incluyeron el nombre "Sounders" de alguna forma u otra. Luego de anunciar el nombre del club, Hanauer aceptó el significado de mantener las tradiciones: "El equipo de fútbol de nuestra región que ha jugado al más alto nivel siempre se ha llamado Sounders. Comenzando desde la NASL y luego con la USL, ahora tenemos la oportunidad de crear una identidad nueva y separada con el nuevo equipo de la MLS".
Los dueños del equipo revelaron el primer uniforme del Sounders FC el 28 de mayo de 2008, y anunciaron que Microsoft sería el patrocinador del equipo con un contrato por cuatro años valuado en unos 20 millones de dólares. Como parte del acuerdo, las marcas de Xbox 360 y Xbox Live estarían en la parte frontal de las camisteas del Sounders FC y varios sectores del estadio.

### Primera temporada

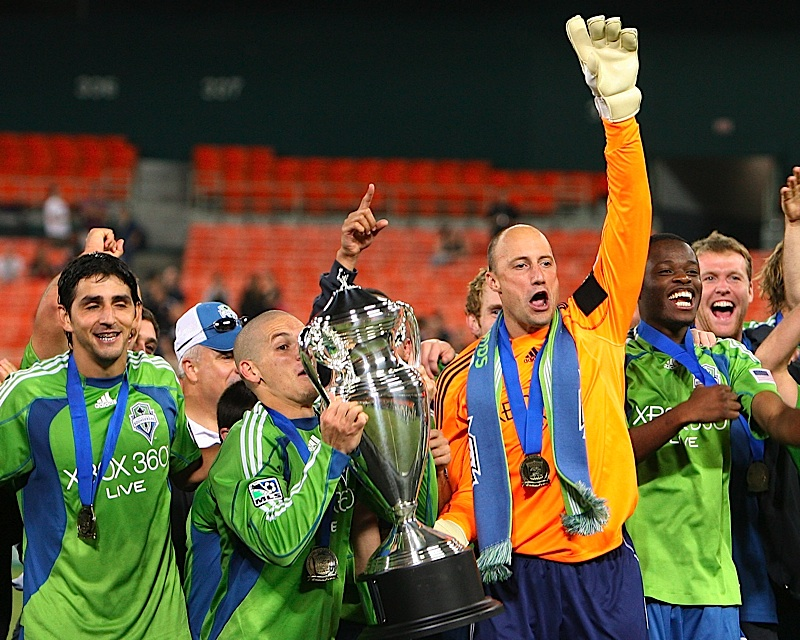
Jugadores festejando luego de ganar la U.S. Open Cup en 2009.

Seattle Sounders FC, el 15 equipo de la liga, comenzó a jugar en la MLS a partir de la temporada 2009. Todos los 22.000 paquetes de abonos de temporada que fueron ofrecidos en su temporada inaugural fueron vendidos convirtiéndolos en el equipo con más abonados en liga. El club jugó su primer partido como local el 19 de marzo de 2009, en frente de una casa llena de 32.523 espectadores, venciendo a los New York Red Bulls 3–0. Durante las ceremonias previas al partido, la primera Bufanda Dorada fue otorgada al comisionado de la MLS Don Garber. Seattle fue el primer equipo de expansión de la MLS en ganar sus primeros tres partidos, haciéndolo con vallas imbatidas en cada uno de ellos. El club un récord estatal de aforo para un partido de fútbol el 5 de agosto de 2009 cuando 66.848 personas presenciaron un partido amistoso contra el FC Barcelona, un récord que luego volvería a ser roto cuando se enfrentaron al Manchester United en frente de 67.052 hinchas.
El 2 de septiembre de 2009, el Sounders FC se convirtió en el segundo equipo de expansión en la historia de la Major League Soccer (Chicago fue el primero) en ganar la U.S. Open Cup en su primera temporada. Lo hicieron al derrotar al D.C. United 2–1 como visitantes en el RFK Stadium. Al ganar la U.S. Open Cup, se clasificaron para la fase preliminar de la Concacaf Liga Campeones 2010-11.
El 17 de octubre de 2009, Seattle Sounders FC se convirtió en el segundo equipo de expansión de la Major League Soccer en clasificarse a la postemporada en su temporada inaugural. Obtuvieron su puesto en la fase final del torneo viniendo desde atrás para vencer a los Kansas City Wizards 3-2 en Kansas City. Seattle terminó la temporada regular con un registro de 12 victorias, 7 derrotas y 11 empates. El club fijó un nuevo récord de aforo promedio con 30.943 hinchas por partido. Su temporada inaugural llegó a su fin en la postemporada de 2009 con una derrota en las semifinales de conferencia a manos del Houston Dynamo por 1-0 en el agregado entre los dos partidos. Durante la temporada 2009, los Sounders jugaron ante una casa llena en los 15 partidos de la temporada regular que jugaron como locales, el partido de local en los playoffs y sus cuatro partidos como local de la U.S. Open Cup (jugado en el Starfire Sports Complex).

### Temporada 2011

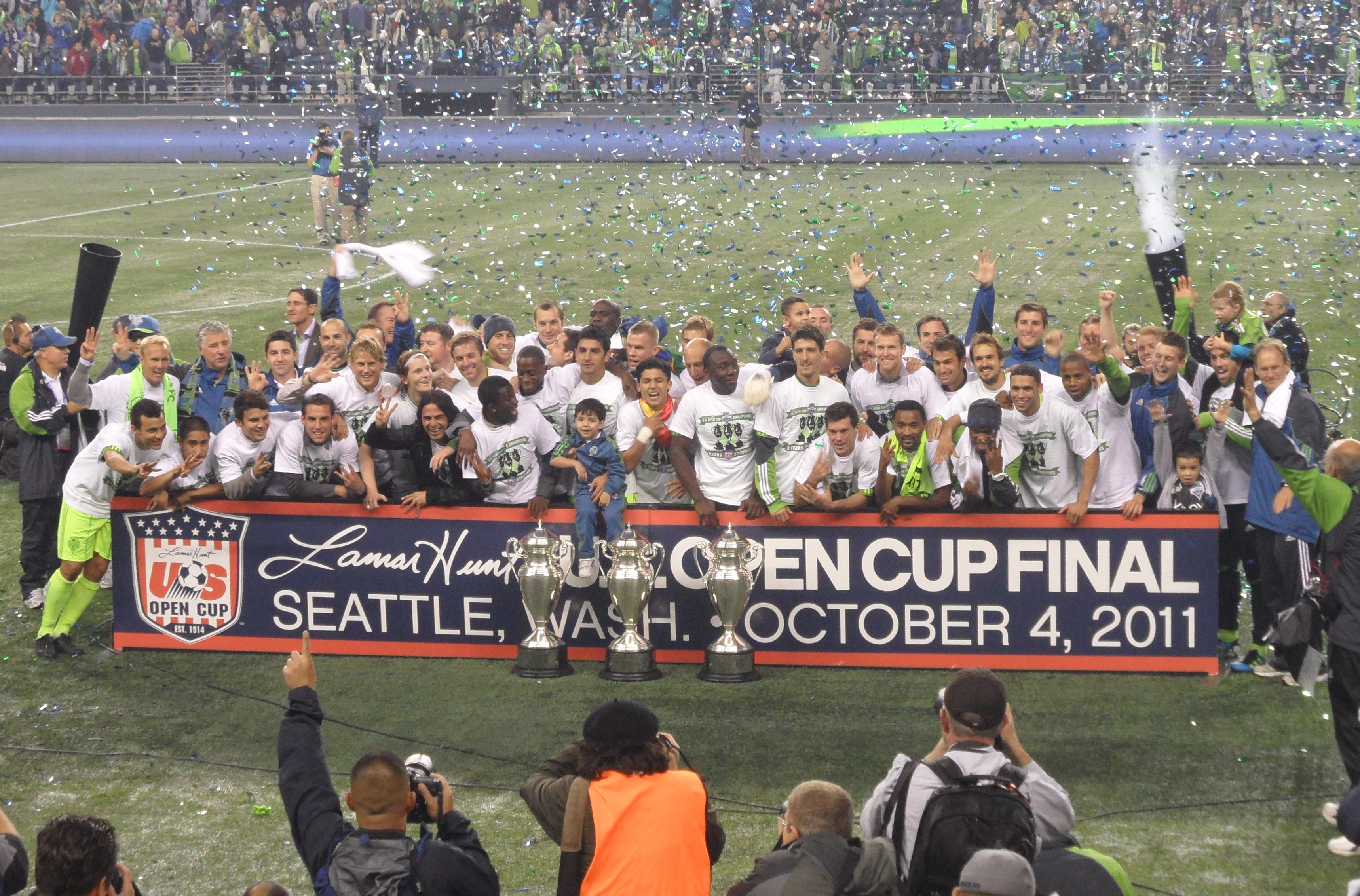
Futbolistas del Sounders FC con los trofeos de la U.S. Open Cup de los años '09, '10, y '11.

Sounders FC comenzó el 2011 albergando el partido inaugural de la Major League Soccer por tercer año consecutivo. El club recibió a los Angeles Galaxy, y perdió 1–0. El 22 de abril de 2011, en un partido ante el Colorado Rapids, el mediocampista estrella de Seattle Steve Zakuani se rompió la pierna en un encuentro con Brian Mullan del Rapids, lesión que terminó con su temporada. Pese a los reveses y un comienzo lento de temporada (el equipo ganó apenas tres de sus primeros diez partidos), los Sounders lograron terminar la temporada con el segundo mejor puntaje en la liga con 18 victorias, 9 empates y 7 derrotas, clasificando a los playoffs por tercer año consecutivo.
El 4 de octubre de 2011, Seattle ganó su tercera Lamar Hunt U.S. Open Cup consecutiva, convirtiéndose así en el primer equipo en hacerlo por primera vez en 42 años, venciendo al Chicago Fire 2-0 en frente de 35.615 espectadores en el CenturyLink Field, un récord de aforo para el torneo.
En los playoffs, Seattle perdió en la semifinal de conferencia por 3-2 en el agregado frente a Real Salt Lake. El equipo cayó 3–0 en el partido de ida en Salt Lake, y solo pudo remontar dos goles en el partido de vuelta en Seattle.
El mediocampista del Sounders FC, Mauro Rosales, recibió el premio como el mejor jugador nuevo de 2011. En 2011, Seattle nuevamente rompió su récord de asistencia con un promedio de 38.596 espectadores por partido. El 15 de octubre de 2011, el equipo tuvo el tercer partido con mayor aforo en la historia de la MLS, cuando 64.140 personas presenciaron el último partido como local del equipo en la temporada regular.
En la Concacaf Liga Campeones 2011-12, el equipo terminó segundo en su equipo y avanzó a la segunda ronda del torneo, la cual fue disputada en marzo de 2012. En la fase de grupos de la Liga Campeones, Seattle se convirtió en tan solo el segundo equipo de la MLS en la historia en ganar un partido competitivo en México, derrotando 1-0 al CF Monterrey 1–0 el 23 de agosto de 2011.

### 2012 al 2016
En 2013, los Sounders cerraron la transferencia de mayor valor en la historia de la MLS, pagando $9 millones al Tottenham Hotspur por Clint Dempsey, capitán de la selección de los Estados Unidos y considerado como uno de los mejores jugadores de ese país a la fecha. Los Sounders acordaron pagar a Dempsey el cuarto salario más alto en la historia de la MLS, aproximadamente $5 millones por año hasta el 2016.

### Años de Victoria (2019-2022)
En la Temporada 2019, los Sounders quedaron el segunda posición de la tabla en la Conferencia Oeste y cuarto lugar general para así llegar a los Playoffs donde eliminaría al Dallas por un apretado marcador de 4-3.
En Semifinales de la Conferencia Oeste dejaría en el camino al Real Salt Lake, en la final de Conferencia eliminó al LAFC por 3-1, con una destacada actuación de Raúl Ruidíaz quien marcó dos goles.
Ya en la final de la MLS Cup 2019, derrotaría al Toronto de con un nuevo marcador de 3-1.
Tras haber conquistado la MLS Cup 2019, los Sounders se ganaron el derecho de participar en la Liga de Campeones de la Concacaf 2020 donde su participación corta, ya que fueron eliminados por el Olimpia de Honduras por penales 5-4, estos tras haber empatado 2-2 en ambos encuentros (ida y vuelta).
Sin embargo después del fracaso en el torneo regional, los Sounders llegarían de nueva cuenta a la final de la MLS en su edición 2020, pero en esta ocasión el Columbus Crew se encargaría de arruinarles el bicampeonato al derrotarlos 3-0.
Seattle disputó el nuevo torneo de la Leagues Cup en su II Edición, en dicho torneo eliminó a 2 clubes mexicanos, primero a los Tigres UANL por 3-0 en el CenturyLink Fiel y luego al Santos Laguna por la mínima diferencia, logrando así el pase a la "Gran Final" que se disputaría en Las Vegas, frente a otro equipo mexicano (en esta ocasión el Club León).
Ya en la Capital del Entretenimiento Mundial, los Sounders fueron derrotados 2-3, siendo así su segunda final perdida en los últimos 2 años.
Para el año 2022, sería el retorno de los Sounders en la Liga de Campeones de la Concacaf en su XIV Edición, donde tendrían la misión de mejorar su actuación de la edición 2020.
La aventura de Seattle comenzaría el 17 de febrero, en su visita a San Pedro Sula, Honduras donde enfrentarían al Montagua, el partido finalizó 0-0. Sin embargo en el encuentro de vuelta los Sounders aplastaron a los Hondureños por 5-0.
Ya en cuartos de final, el rival fue el Club León (equipo quien los derroto en la Final de la Leagues Cup, 6 meses atrás), sin embargo en esta oportunidad los estadounidenses saborearon las mieles de la victoria al eliminar al conjunto mexicano, con marcador global de 4-1 (3-0 en la ida en Seattle y empatar en la vuelta en el estado de Guanajuato 1-1).
En la semifinal, les tocaría enfrentar a New York City y avanzarían con marcador global de 4-2 (con victoria de 3-1 en la ida y un empate 1-1 en la vuelta) para instalarse en la final contra los Pumas de la UNAM de México.
La ida de la final se llevó a cabo en tierras mexicanas, inicialmente empezarían teniendo una desventaja de 2-0 en la ida, pero lograrían empatar el partido con dos penales de Nicolás Lodeiro en los últimos minutos, luego conseguirían el título con una cómoda victoria de 3-0 en casa, esta victoria representó la primera ocasión en la que un representante de la MLS clasificaría al Mundial de Clubes, el primer campeón de la MLS en la Liga de Campeones tras 22 años de espera y bajo el formato actual de la competición, así como el primer equipo no mexicano en ganar la competencia tras 17 años de dominio mexicano.

## Estadio

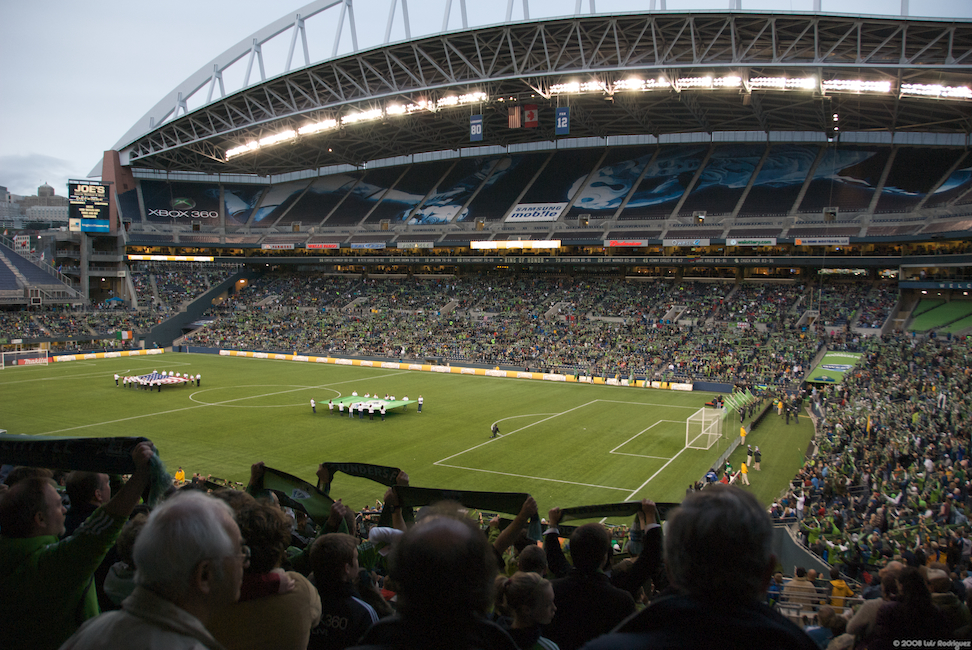
Hinchas en la plataforma inferior del CenturyLink Field

Los Sounders juegan sus partidos como locales en el CenturyLink Field en Seattle, el cual también es el estadio de local de los Seattle Seahawks de la NFL. El dueño minoritario de los Sounders FC, Paul Allen también es el dueño de los Seahawks, quienes tiene un contrato para utilizar el CenturyLink Field por 30 años. Debido a esta relación, los Sounders pueden utilizar CenturyLink Field sin pagar alquiler. Para los partidos de los Sounders FC, la cancha es llamada el "Xbox Pitch en CenturyLink Field" como parte de un contrato de patrocinio con Microsoft.
CenturyLink Field es un estadio con capacidad para 67.000 espectadores sentados diseñado para fútbol americano y fútbol. Los Sounders FC artificialmente limitan la capacidad del estadio para partidos de la MLS, cubriendo ciertas secciones para crear "una atmósfera más íntima". No obstante, el club abre el estadio completo para partidos amistosos internacionales, y algunos partidos de la liga. El plan de negocios original del equipo estipulaba la venta de solo 12.000 entradas por partido. Basándose en la alta demanda inicial, la capacidad del estadio fue limitada a 24.500 para el principio de la primera temporada del club en 2009. No obstante, debido a un continuo crecimiento de la demanda, la capacidad fue incrementada hasta 38.500 para la temporada 2012. El 7 de octubre de 2012, los Sounders establecieron un nuevo récord de aforo para la Major League Soccer cuando 66.452 personas presenciaron la victoria 3-0 de los Sounders sobre sus rivales los Portland Timbers. Los Sounders luego romperían su propio récord el 25 de agosto de 2013, nuevamente en un partido contra los Timbers, llegando a un total de 67.385 espectadores que presenciaron el debut de Clint Dempsey y la victoria de los locales 1-0.
Aunque los Sounders FC actualmente juegan sobre FieldTurf, se ha colocado césped natural en forma temporal sobre la cancha del CenturyLink Field para eventos internacionales de fútbol. En 2012, una mejorada superficie de FieldTurf fue instalada y certificada por la FIFA con una calidad de 2 estrellas, la calificación más alta posible. Si alguna regla en la MLS es cambiada para exigir que todos los estadios cuenten con superficies de césped natural, el campo será reemplazado con este césped en forma permanente.
Las instalaciones de entrenamiento y oficinas del equipo están ubicadas en el Starfire Sports Complex en Tukwila. El escenario deportivo del Starfire, mucho más pequeño que el CenturyLink Field, también es utilizado para partidos oficiales de los Sounders en la U.S. Open Cup. Directivos del club han indicado que prefieren la atmósfera más íntima para partidos de copa más pequeños.

## Hinchas

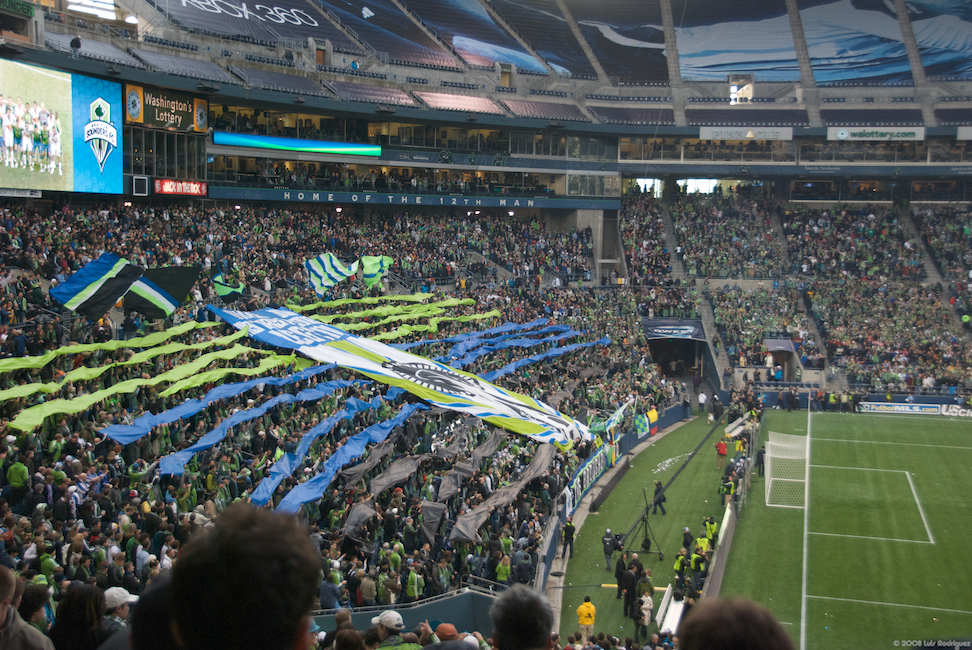
Hinchas del grupo Emerald City Supporters descubren un tifo antes del partido inaugural del equipo.

La Sounders FC Alliance (lit. Alianza Sounders FC) fue fundada a solicitud del dueño minoritario Drew Carey. Basada en la asociación de hinchas del FC Barcelona, miembros de la Alianza tienen la potestad de votar para la expulsión del Presidente del equipo y sobre otras decisiones del club. Personas que compran abonos para la temporada automáticamente se convierten en miembros de la Alianza, mientras que aquellos que no cuentan con abonos pueden convertirse en miembros pagando una cuota. Los beneficios de la membresía incluyen el privilegio de votar, una invitación a la reunión anunal y otros beneficios menores relacionados con el equipo. Los miembros también pueden ser elegidos a la Sounders FC Alliance al recibir por lo menos 25 nominaciones de otros miembros cada año. La primera votación para mantener o reemplazar al Presidente de los Sounders FC Adrian Hanauer fue llevada a cabo en octubre de 2012. Luego de la contabilización de 13.775 votos, Hanauer retuvo su puesto. Drew Carey es el presidente de la Sounders FC Alliance.
Carey pidió que los Sounders FC tengan su propia banda de música, la primera de su tipo en la MLS. Esto llevó a la creación de la Sound Wave, una banda de música de 53 miembrso que consistía de instrumentos de viento y percusión. La banda toca música de varios géneros, como rock, pop o latina, y se sienta en el extremo norte del CenturyLink Field. La Marcha al Partido, en la cual los hinchas marchan desde Occidental Park hasta CenturyLink Field antes de cada partido de local, ha sido acompañada desde su incepción por la Sound Wave.
Además de la Alianza, existen cinco grupos de hinchas independientes de los Sounders FC. Emerald City Supporters (ECS), el cual fue creado en 2005 para apoyar a los Sounders de la USL, es el grupo más grande de estos y se sienta en el extremo sur del estadio en las secciones 121-123. SoCal Sound es un grupo que surgió de ECS con sede en el sur de California. El grupo va a los partidos de los Sounders jugados en The Home Depot Center en Carson, California, la casa del Los Angeles Galaxy. Gorilla FC es un grupo de hinchas del club que se sienta en el extremo sur del CenturyLink Field en las secciones 119 y 120. The North End Faithful se sientan en el extremo norte del estadio debajo del "Nido de Águila" en las secciones 100 y 144 a 152. Immortal Fury (en español, Furia Inmortal), se formó inspirado en las barras bravas latinoamericanas, y se enfoca en traer color al extremo sur del estadio mostrando las banderas de varios países.

## Rivalidades
La rivalidades entre Seattle y Portland y Seattle y Vancouver se formaron en los años en que los Sounders de la NASL y la USL jugaban en Seattle. En 2004, la Copa Cascadia creada por los hinchas fue creada para formalizar la competición entre los equipos de la USL de Seattle, Portland y Vancouver. Esta rivalidad geográfica continuó sin Seattle por dos años luego de que los Sounders entraron a la MLS, y fue restaurada a las tres ciudades cuando los equipos de expansión de la MLS comenzaron a jugar en Portland y Vancouver en la temporada 2011.
La Heritage Cup creada por los hinchas en la que Seattle compite con San Jose Earthquakes comenzó a disputarse en la temporada 2009 de la Major League Soccer. Los equipos de la MLS que continúan utilizando los nombres de sus predecesores pueden participar. Los resultados de los partidos entre sí en la liga determinan el ganador.

## Propietarios y administración
El club cuenta con un grupo de cuatro socios propietarios. El dueño mayoritario es el productor de Hollywood Joe Roth, y los socios minoritarios son Adrian Hanauer, exdueño del Seattle Sounders de la USL; Paul Allen, cofundador de Microsoft y dueño de los Seattle Seahawks y los Portland Trail Blazers; y Drew Carey, comediante y presentador de televisión. La sociedad con Allen permitió al equipo compartir ciertos recursos con los Seahawks. Más de la mitad del personal que trabaja tiempo completo para los Seahawks está compartido con los Sounders FC. Los equipos han fusionado operaciones de financieras, de marketing y distribución de entradas.
Sounders FC presentó oficialmente a Sigi Schmid como su primer entrenador el 16 de diciembre de 2008. Anteriormente, Schmid había llevado al Los Angeles Galaxy a ganar una copa de la MLS en 2002 y al Columbus Crew a una final de la liga en 2008. Brian Schmetzer es el asistente principal, y Tom Dutra es el entrenador de porteros. El veterano exdefensor de la MLS Ezra Hendrickson se unióa los Sounders como asistente técnico en enero de 2009. El exjugador de la MLS y oriundo de Everett, Washington, Chris Henderson. fue nombrado como director de fútbol el 24 de enero de 2009. El ejecutivo de los Seattle Seahawks Gary Wright es el vicepresidente de Operaciones de Negocios.
SportsBusiness Journal y SportsBusiness Daily reconocieron a Seattle Sounders FC como el Equipo Profesional del año en 2009 debido al récord en aforo fijado por el club, además de haber alcanzado los playoffs en su temporada inaugural. El exdirector Ejecutivo de los Seahawks y Sounders FC, Tod Leiweke, fue reconocido por el Puget Sound Business Journal Ejecutivo del Año de 2009. Gary Wright fue nombrado como el Ejecutivo de la MLS Executive del Año en 2009. En 2012, fue nombrado como el Ejecutivo Deportivo Estrella de Seattle del Año.

## Difusión de partidos
A partir del 15 de marzo de 2014 los partidos de los Seattle Sounders son televisados localmente en inglés ya sea en Q13 FOX KCPQ o JOEtv KZJO, y a nivel nacional en NBC, NBC Sports Network, ESPN y Fox Soccer. Los partidos son relatados tanto en la televisión como en la radio por el ex relator de la BBC Ross Fletcher, quién hace el relato principal, y el exportero de los Seattle Sounders FC Kasey Keller, quien realiza los comentarios. Los partidos son televisados en español en THIS-TV (KOMO-TV 4.2) con Jaime Méndez y Hugo Alcaraz-Cuellar en los relatos y comentarios. En la radio, los partidos de Seattle son transmitidos en inglés en KIRO-FM y en español en Ke Buena AM.
El excomentarista de los Seattle SuperSonics Kevin Calabro, y la ex estrella del fútbol estadounidense Greg Vanney comentaron los partidos en las trasmisiones locales en la temporada inaugural del equipo en 2009. No obstante, fueron reemplazados por el excomentarista de críquet y deportes en general de la BBC Arlo White para las temporadas 2010 y 2011, quien relató los partidos en inglés sin un compañero. En 2012, White fue contratado por NBC Sports Network para ser la voz de sus transmisiones de fútbol.

## Ingresos
Un estudio de 2013 de la revista Forbes ubicó a los Sounders como el equipo número uno de la liga en términos de ingresos anuales (48 millones de dólares) e ingresos brutos (18 millones). Por esto mismo, los Sounders también resultaron ser la franquicia mejor valuada ($175 millones de dólares) en la MLS - un incremento del 438% sobre la tarifa de expansión que pagaron para unirse a la liga. El éxito financiero del equipo se debe en gran parte a sus elevados números de concurrencia para todos sus partidos.

## Datos y récords
- Temporadas en la MLS: 14: (2009 - Presente).
- Mayor goleada conseguida:
  - En campeonatos nacionales: Seattle Sounders FC 7 - 1 San Jose Earthquakes (Major League Soccer, 10 de septiembre de 2020).
  - En campeonatos internacionales: Seattle Sounders FC 5 - 0 Motagua (25 de febrero de 2022).
  - En campeonatos internacionales: Seattle Sounders FC 7-0 Cruz Azul en la Leagues Cup 2025 (31 de julio de 2025)
- Mayor goleada encajada:
  - En campeonatos nacionales: New England Revolution 5 - 0 Seattle Sounders FC (MLS, 11 de mayo de 2014)
  - En torneos internacionales: Santos Laguna 6-1 Seattle Sounders el 14 de mayo de 2012 en Concacaf Liga de Campeones
- Mejor puesto en la liga: 2° en la Conferencia Oeste en 2011.
- Peor puesto en la liga: 4° en la Conferencia Oeste en 2010, 2013.
- Máximo goleador:  Es el peruano Raúl Ruidíaz con 86 goles en total en 153 partidos oficiales.
- Primer partido en campeonatos nacionales: Seattle Sounders FC. 3 - 0 New York Red Bulls (19 de marzo de 2009 en el Qwest Field)
- Primer partido en torneos internacionales oficiales: Seattle Sounders FC. 1 - 0 Isidro Metapan (18 de julio de 2010).
- Participaciones en torneos internacionales oficiales (6):
  - Liga de Campeones de la Concacaf (6): 2010-11, 2011-12, 2012-13, 2015-16, 2018, 2020, 2022.

### Estadísticas en competiciones internacionales

#### Por competición
Nota: En negrita competiciones activas.
| Competición                       | Temp. | PJ | PG | PE | PP | GF | GC | Dif. | Puntos | Títulos | Subtítulos |
| --------------------------------- | ----- | -- | -- | -- | -- | -- | -- | ---- | ------ | ------- | ---------- |
| Liga de Campeones de la Concacaf  | 6     | 46 | 19 | 12 | 15 | 73 | 56 | +17  | 53     | 1       | –          |
| Copa Mundial de Clubes de la FIFA | 1     | 1  | 0  | 0  | 1  | 0  | 0  | 0    | 0      | –       | –          |
| Total                             | 6     | 47 | 19 | 12 | 16 | 73 | 56 | +17  | 53     | 1       | 0          |

## Evolución del uniforme

### Uniforme titular
| 2009-2010 | 2011-2012 | 2013-2014 | 2015 | 2016-2017 | 2018-2019 | 2020-2021 | 2022-2023 |

### Segundo uniforme
| 2009-2010 | 2011-2012 | 2013 | 2014 | 2015-2016 | 2017-2018 | 2019-2020 | 2021-2022 |

### Tercer uniforme
| 2010-2011 | 2011-2012 | 2014-2015 | 2016-2017 | 2025– |

### Uniforme alternativo
| 2016-2017 | 2018-2019 |

## Jugadores

### Más apariciones en club
- Actualizado al 30 de octubre de 2024.

| # | Jugador         | Años                | Liga | Playoffs | Copas Nacionales | Copas Internacionales | Total |
| - | --------------- | ------------------- | ---- | -------- | ---------------- | --------------------- | ----- |
| 1 | Stefan Frei     | 2014–               | 326  | 33       | 3                | 22                    | 384   |
| 2 | Cristian Roldán | 2015–               | 277  | 29       | 7                | 30                    | 343   |
| 3 | Osvaldo Alonso  | 2009–2018 2024      | 277  | 25       | 15               | 22                    | 339   |
| 4 | Brad Evans      | 2008–2018           | 200  | 21       | 13               | 14                    | 248   |
| 5 | Fredy Montero   | 2009–2012 2021–2023 | 191  | 11       | 16               | 29                    | 247   |

### Máximos goleadores
- Actualizado al 30 de octubre de 2024.

| # | Jugador         | Años                | Liga | Playoffs | Copas Nacionales | Copas Internacionales | Total |
| - | --------------- | ------------------- | ---- | -------- | ---------------- | --------------------- | ----- |
| 1 | Raúl Ruidíaz    | 2018–               | 72   | 9        | 0                | 5                     | 86    |
| 2 | Jordan Morris   | 2016–2021 2021–     | 66   | 8        | 1                | 8                     | 84    |
| 3 | Fredy Montero   | 2009–2012 2021–2023 | 59   | 0        | 10               | 10                    | 79    |
| 4 | Nicolás Lodeiro | 2016–2023           | 41   | 8        | 0                | 9                     | 58    |
| 5 | Clint Dempsey   | 2013 2014–2018      | 47   | 6        | 1                | 3                     | 57    |

## Entrenadores

### Cronología de los entrenadores
- Sigi Schmid (2009-2016)
- Brian Schmetzer (2016-presente)

## Palmarés

### Torneos nacionales (7)
| Competición nacional           | Títulos                 | Subcampeonatos |
| ------------------------------ | ----------------------- | -------------- |
| Major League Soccer (2/2)      | 2016, 2019.             | 2017, 2020.    |
| Lamar Hunt U.S. Open Cup (4/1) | 2009, 2010, 2011, 2014. | 2012.          |
| MLS Supporters' Shield (1/1)   | 2014.                   | 2011.          |

### Torneos internacionales (1)
| Competición internacional              | Títulos | Subcampeonatos |
| -------------------------------------- | ------- | -------------- |
| Liga de Campeones de la Concacaf (1/0) | 2022.   |                |

### Torneos amistosos
- Heritage Cup (3): 2010, 2011, 2013.
- Community Shield (2): 2011, 2013.
- Cascadia Cup (3): 2011, 2018, 2019.
- Desert Diamond Cup (1): 2013.